# Dutkay Ignác
Dutkay Ignác (Bodony, 1771. december 7. – Bátor, 1808) magyar katolikus pap, bölcsészdoktor, líceumi tanár, egyházi író.

## Élete és munkássága
Dutkay Ignác 1771. december 7-én született az egykori Heves és Külső-Szolnok vármegye területén elhelyezkedő Bodony községben. Római katolikus papként tevékenykedett az egri főegyházmegye keretei között. 1793-ban jelentették meg Divus Ioannes apostolus et evangelista dioecesis Agriensis patronus, dictione panegyrica celebratus… címet viselő egyházi témájú kötetét, amelyet az egri püspöki nyomdában adtak ki. 1798-ban még egy munkája jelent meg Tentamen publicum… kezdettel id. Skopecz József kiadásában. A századforduló környékén az egri érseki líceumban működött a mennyiségtan tanáraként. Itt jelentették meg 1801-ben a Prima elementaris Algebrae lineamenta című tankönyvét, melynek fő témája az algebra volt. Egy ideig az egri csillagda gondnoki állását töltötte be, azonban nemigen végzett érdemi munkát ebben a tisztségében. Ezt követően 1807-ben kinevezték Bátor községének plébánosává, azonban egy évvel későbbi, 1808-as elhalálozásának következtében csak rövid ideig tudta viselni a tisztséget. Elhunyta után Szabó József lett a község plébánosa. Az 1860-as években Egerben emlékkönyvet jelentettek meg róla Dutkay Ignác munkálata cím alatt.

## Munkái
- Divus Ioannes apostolus et evangelista dioecesis Agriensis patronus, dictione panegyrica celebratus… Eger: Püspöki Nyomda, 1793.
- Tentamen publicum… Eger: id. Skopecz József, 1798.
- Prima elementaris Algebrae lineamenta. Eger, 1801.